# Taurini
(Tito Livio, Ab urbe condita XXI, 38)

Le popolazioni della Gallia cisalpina

I Taurini furono un popolo che occupò, tra il VII e il III secolo a.C. circa, la valle del Po, al centro dell'attuale Piemonte.
Non sono da confondere con il popolo dei Taurisci (o Norici), che abitavano nel Norico, in Baviera (anche se una parte di essi potrebbe discendere dagli stessi Taurini collocati nella zona piemontese), né con i Taurasini stanziati nel Sannio; in tutti questi casi comunque, il loro nome potrebbe derivare dalla stessa radice indeuropea taur, legata o all'antica voce greca ορος (oros = montagna), oppure al sanscrito sthur ("massiccio", "robusto", ma anche "selvatico"). Un'altra ipotesi è che venga dal Celtico taruos ('toro') oppure dai Liguri.
L'opinione più comune è che i Taurini fossero di etnia ligure, anche se il secolare contatto con popolazioni celtiche ne potrebbe aver modificato la cultura, al punto da renderli non chiaramente differenziabili da queste ultime. In tal senso, già gli autori antichi avevano difficoltà a classificarli (per Plinio e Strabone erano "liguri antichi", per Livio "semi-galli", per Appiano "celtici") anche oggi spesso vengono definiti prudentemente e genericamente come celto-liguri.
Secondo Polibio, la loro sede principale era Taurasia, ma non è ancora stato possibile indicare archeologicamente la sua esatta posizione, anche se la si colloca vicina alla confluenza tra il Po e la Dora Riparia, e cioè nel territorio di Vanchiglietta dell'odierna città di Torino.

## Storia
Le scarsissime fonti documentali e archeologiche non permettono di fare piena luce su questo popolo, raramente citato dagli autori antichi. Sia Tito Livio che Strabone riferirono che il territorio taurino comprendeva anche alcuni passi delle vicine Alpi Cozie, controllando quindi le vie di comunicazione con la Gallia. Emanuele Tesauro nella sua Historia della città di Torino, si riallacciò all'antico mito greco di Fetonte chiamato anche Eridano (antico nome attribuito al fiume Po), affermando che quest'ultimo, dedito ai culti egizi, dopo aver lasciato il Mediterraneo per disaccordi con le caste sacerdotali, avrebbe raggiunto il nord-Italia passando per le coste del Mar Tirreno, approdando nell'attuale Liguria. Da qui, avrebbe raggiunto una grande pianura percorsa da un lungo fiume, che sembrava il Nilo. Qui avrebbe fondato un culto dedicato al dio Api, a forma di toro, intorno al XV secolo a.C. I Taurini, anch'essi dediti ai culti teriomorfisti, si sarebbero adattati alla nuova divinità.
I Taurini sono chiamati Taurĩnoí (Ταυρῖνοί) da Polibio, Taurini da Livio, Taurinoí (Ταυρινοί) da Strabone, Taurinorum da Plinio il Vecchio, e Taurínōn (Ταυρίνων; var. Ταυρικῶν, Ταυρινῶν) da Claudio Tolomeo.
Con lo sviluppo della cultura di Golasecca, e le successive invasioni galliche dal bacino del Po e del Ticino (V secolo a.C.), le popolazioni liguri presenti in Piemonte si ritirarono progressivamente ad occidente della Dora Baltea e a meridione dello stesso fiume Po. Quanto questa invasione gallica avesse una forma conflittuale o pacifica non è noto. A favore della seconda ipotesi si rileva che non esistevano confini netti tra l'area celtica e quella ligure. Pare che i primi Taurini occupassero la piana prospiciente le valli di Susa e di Lanzo, a partire dal VII secolo a.C. circa, mentre a nord confinavano con le già esistenti tribù dei Salassi (nel Canavese), e a sud con gli Epanteri (nella piana fra Carmagnola e Bra) e i Caburriati (stanziati nel piano compreso fra il fiume Pellice ed il Po). Secondo Plinio, i Taurini furono dediti all'agricoltura, alla silvicoltura e l'allevamento; l'autore citò la coltivazione dell'asia (una varietà di segale) e la raccolta degli araviceli (una varietà di pinoli).
Nel 218 a.C. i Taurini furono attaccati da Annibale, già alleato con i Galli Insubri. I Taurini si affiancarono ai soldati di Roma per resistere al condottiero cartaginese, tuttavia Taurinia o Taurasia (a seconda delle fonti), fu distrutta dopo un assedio di tre giorni. Sebbene non siano state trovate evidenze archeologiche, si ritiene che questa città si trovasse alla congiunzione tra il fiume Po e la Dora Riparia, pertanto nell'area dell'attuale Vanchiglietta di Torino. Anche qui, le fonti sono incerte: secondo Polibio, Taurinia o Taurasia fu soltanto il principale dei tanti presidi taurini, mentre Livio sostiene che fosse l'unica loro città.
Con la successiva sconfitta di Annibale e delle truppe galliche sue alleate, l'area del centro-Piemonte, considerata una zona di confine, iniziò a venire lentamente integrata nei domini di Roma: in Val di Susa e in Val Chisone si formò il regno dei Cozii (dal nome di un loro sovrano) che, sebbene alleato di Roma, conservò formalmente la propria indipendenza fino alla fine del I secolo, mentre i triumviri dedussero la colonia Iulia Taurinorum, che Ottaviano, intorno al 28 a.C., ribattezzò Julia Augusta Taurinorum.